# Lymantria harimuda
Lymantria harimuda este o specie de molii din genul Lymantria, familia Lymantriidae, descrisă de Walter Karl Johann Roepke 1937 Conform Catalogue of Life specia Lymantria harimuda nu are subspecii cunoscute.